# Beade (Vigo)
|  | Per a altres significats, vegeu «Beade (desambiguació)». |

Santo Estevo de Beade és una parròquia del municipi gallec de Vigo, a la província de Pontevedra. Es troba al centre del municipi entre les parròquies de Bembrive, Castrelos, Matamá, Sárdoma, Valadares i Zamáns.

## Demografia
Tenia l'any 2015 una población de 5.365 habitants, agrupats en 21 entitats de població: Abalde, Babío, As Barallas, O Carballo do Pazo, O Coto, As Coutadas, Dornelas, O Facho, Figueirós, A Gándara, Lambeiro, A Pena, O Porto, A Pouleira, As Presas, Quintián, Saa, O Seixo i A Venda.

## Llocs d'interès
- Església del segle xvii.

## Galeria d'imatges

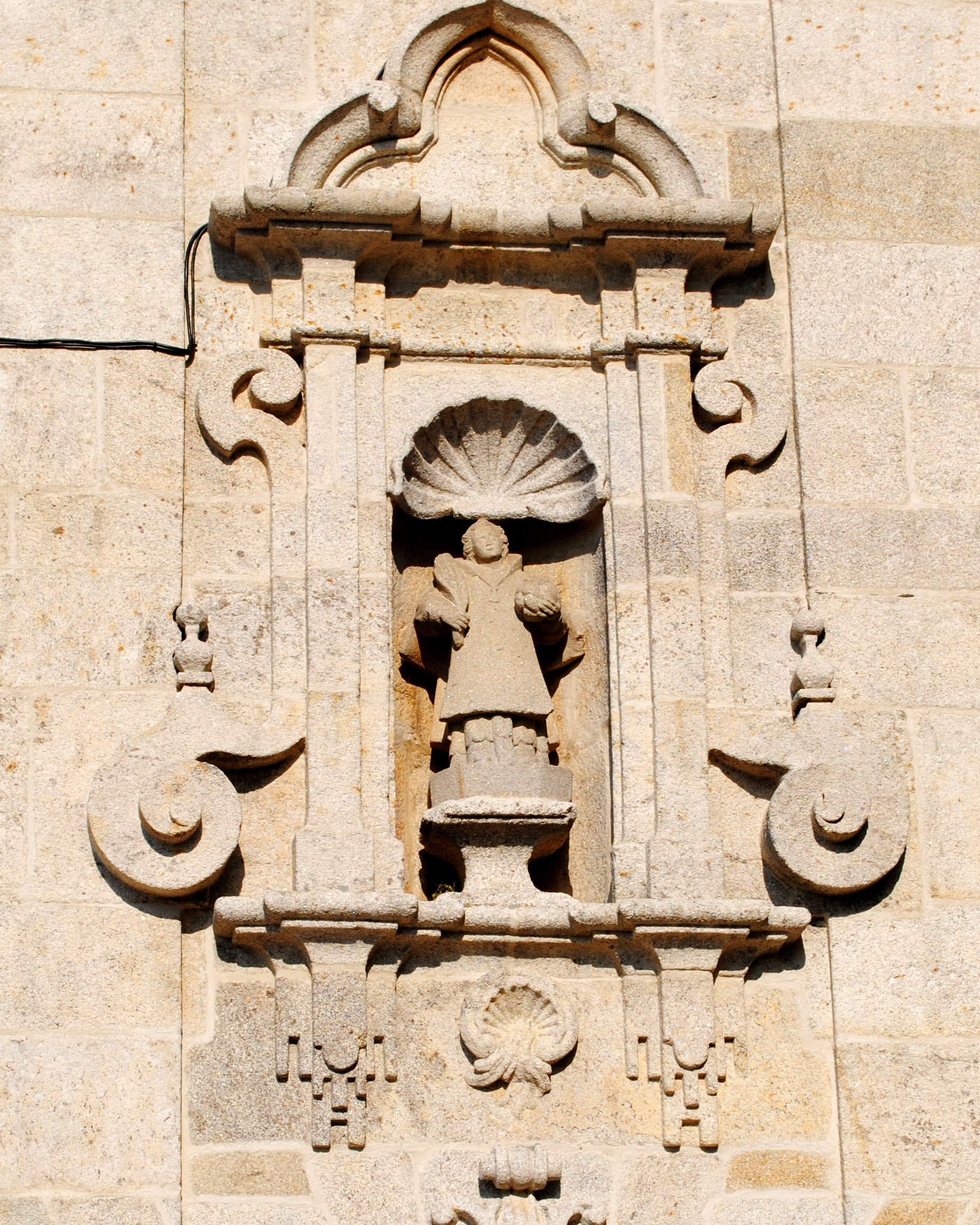
Detall de l'església
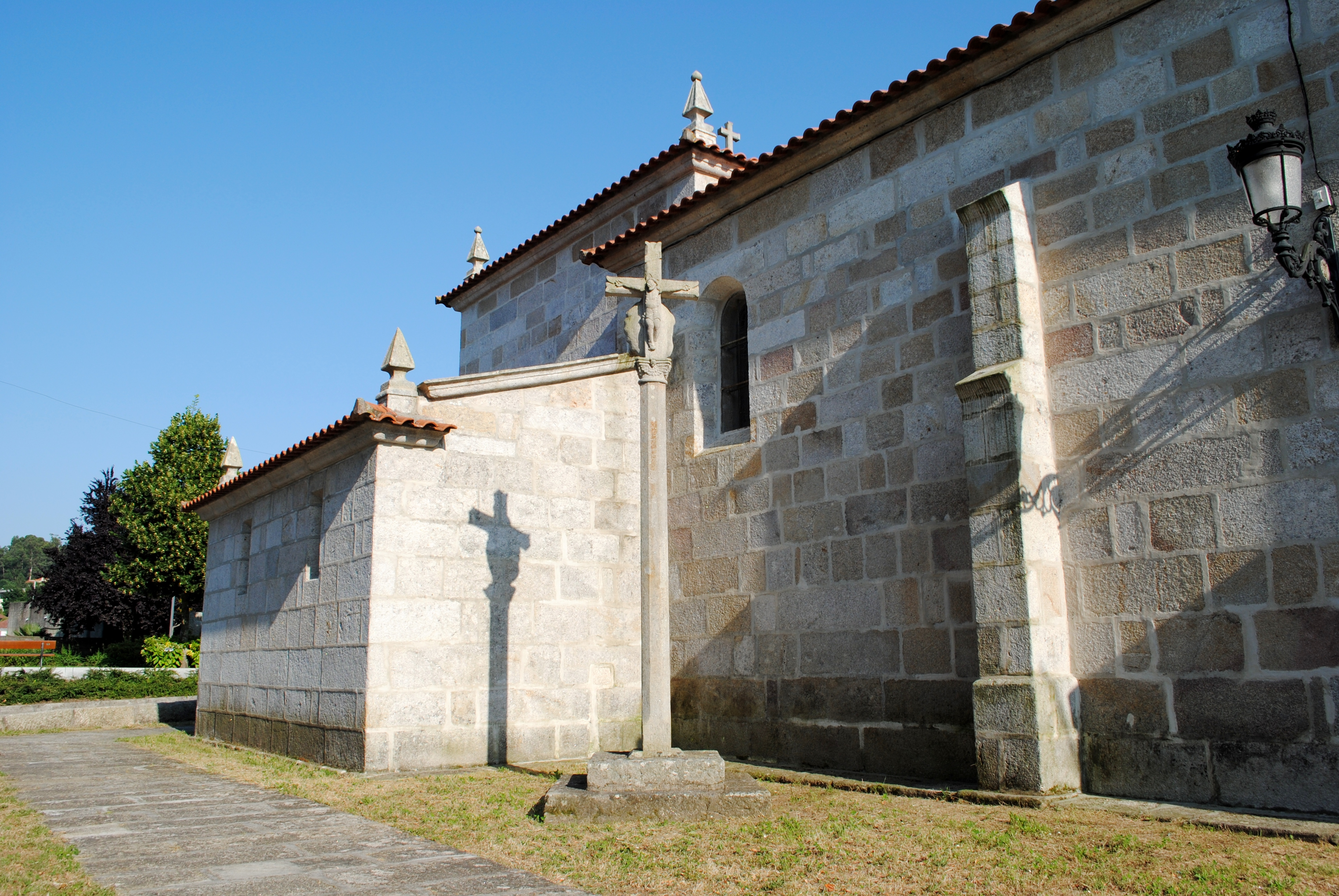
Cruceiro
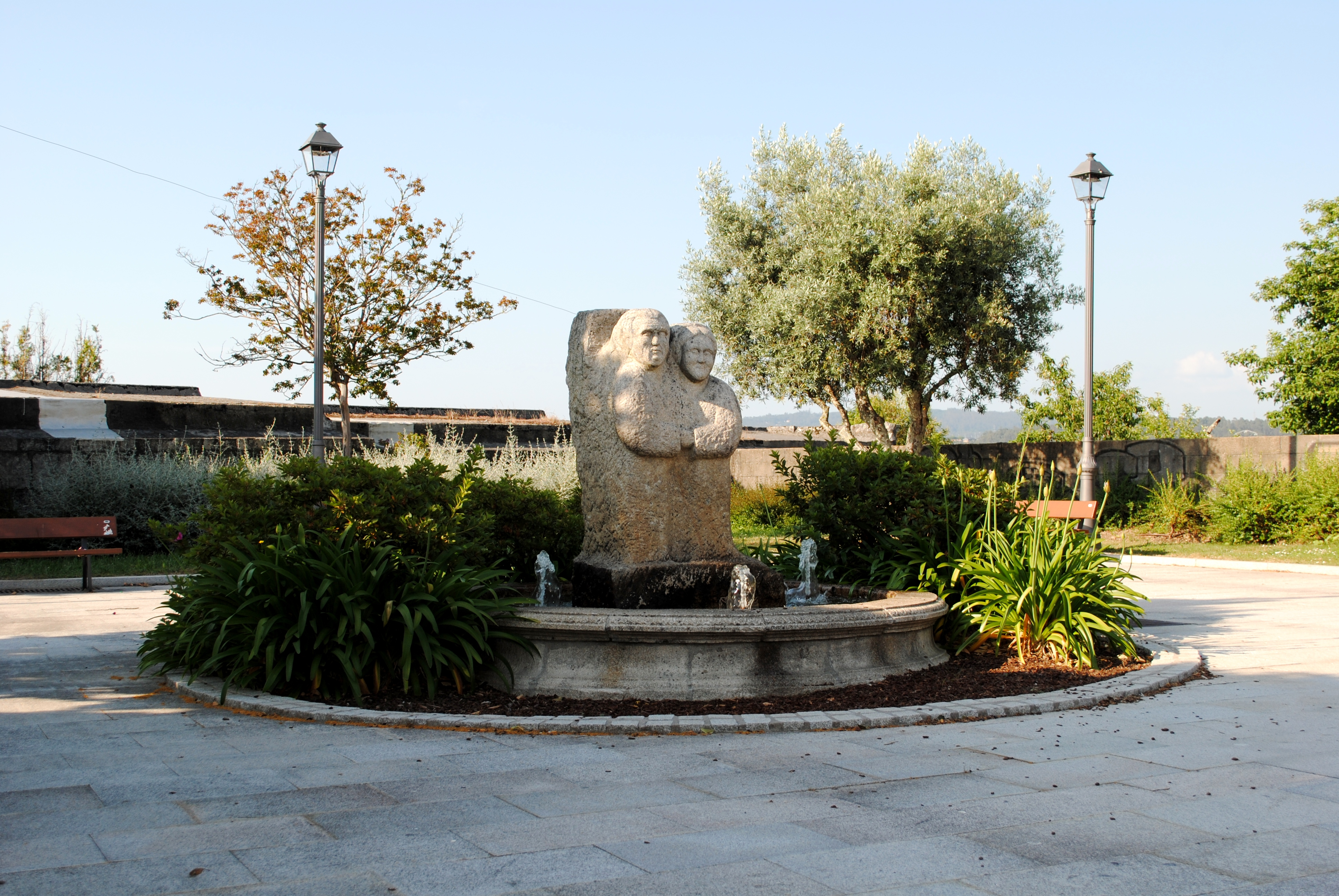
Estàtua
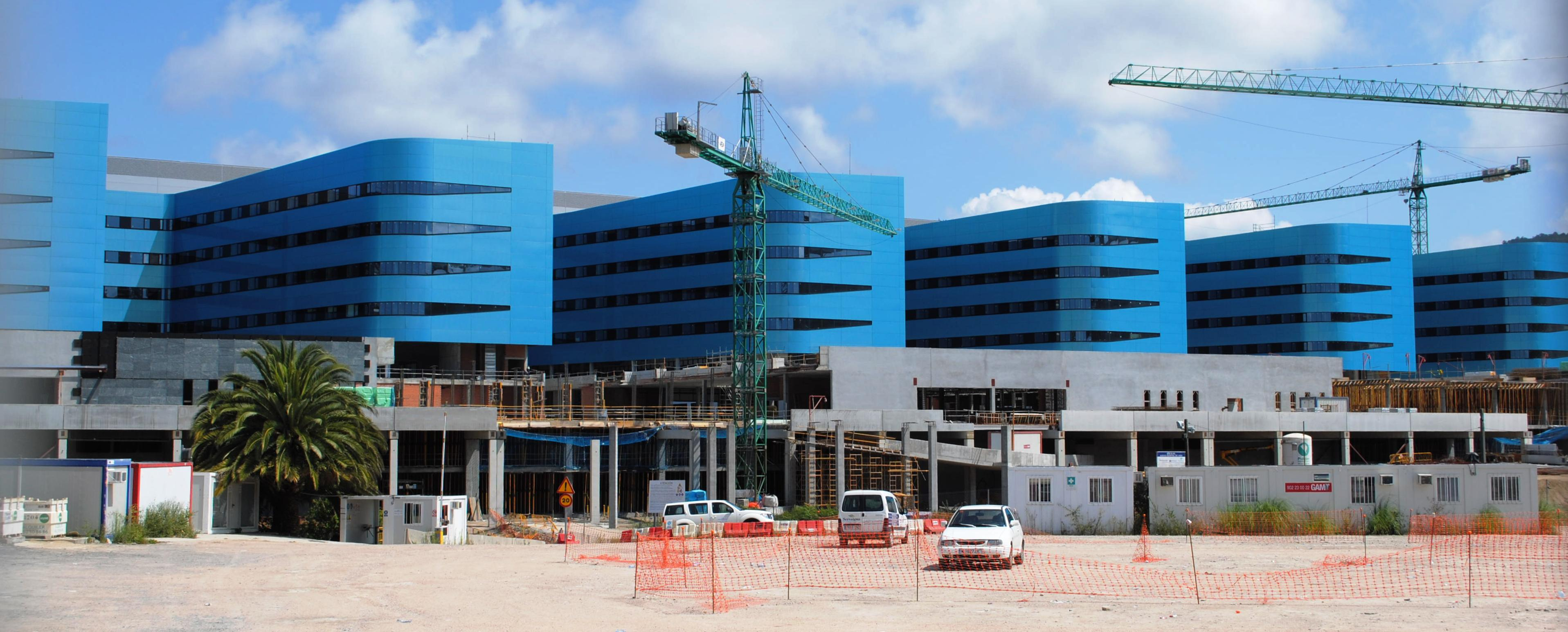
Hospital Álvaro Cunqueiro